# Barbara Hohn
Barbara Hohn (* 15. September 1939 in Klagenfurt als Barbara Freiinger) ist eine österreichische Molekularbiologin.

## Leben
Von 1957 bis 1962 studierte sie Chemie an der Universität Wien und forschte anschließend am Max-Planck-Institut für Virusforschung in Tübingen; an der Universität Tübingen wurde sie 1967 promoviert.  Als Postdoc forschte sie  an den Universitäten Yale und Stanford und ab 1971 am Biozentrum der Universität Basel. 1978 wurde sie Gruppenleiterin am dortigen (privaten) Friedrich-Miescher-Institut. Parallel dazu war sie ab 1989 Privatdozentin für Molekulargenetik und ab 1996 Titularprofessorin an der Universität Basel. 2004 wurde sie pensioniert.
Zu ihren Forschungsgegenständen gehört das Agrobacterium tumefaciens.
2010 wurde sie mit dem Ludwig-Wittgenstein-Preis ausgezeichnet. Hohn ist Mitglied der Österreichischen Akademie der Wissenschaften (mathematisch-naturwissenschaftliche Klasse) und der Royal Society. Seit 1980 ist sie Mitglied der European Molecular Biology Organization. 1988 war sie Gründungsmitglied der Academia Europaea. 2014 erhielt sie das Österreichische Ehrenzeichen für Wissenschaft und Kunst.
Sie ist verheiratet mit dem Molekularbiologen Thomas Hohn und Mutter zweier Söhne.

## Veröffentlichungen (Auswahl)
- Barbara Hohn: From Bacteriophage to Plant Genetics In: Annual Review of Plant Biology, Band 70, 2019, S. 1–22 doi:10.1146/annurev-arplant-050718-100143 (eine   Beschreibung ihrer bisherigen Forschungsarbeiten)
- mit Thomas Hohn: Activity of empty, headlike particles for packaging of lambda DNA in vitro. In: Proceedings of the National Academy of Sciences. Band 71, 1974, S. 2372 ff. (online).
- mit Kenneth Murray: Packaging recombinant DNA molecules into bacteriophage particles, in vitro. In: Proceedings of the National Academy of Sciences. Band 74, 1977, S. 3259 ff. (online).